# Monika Rinck

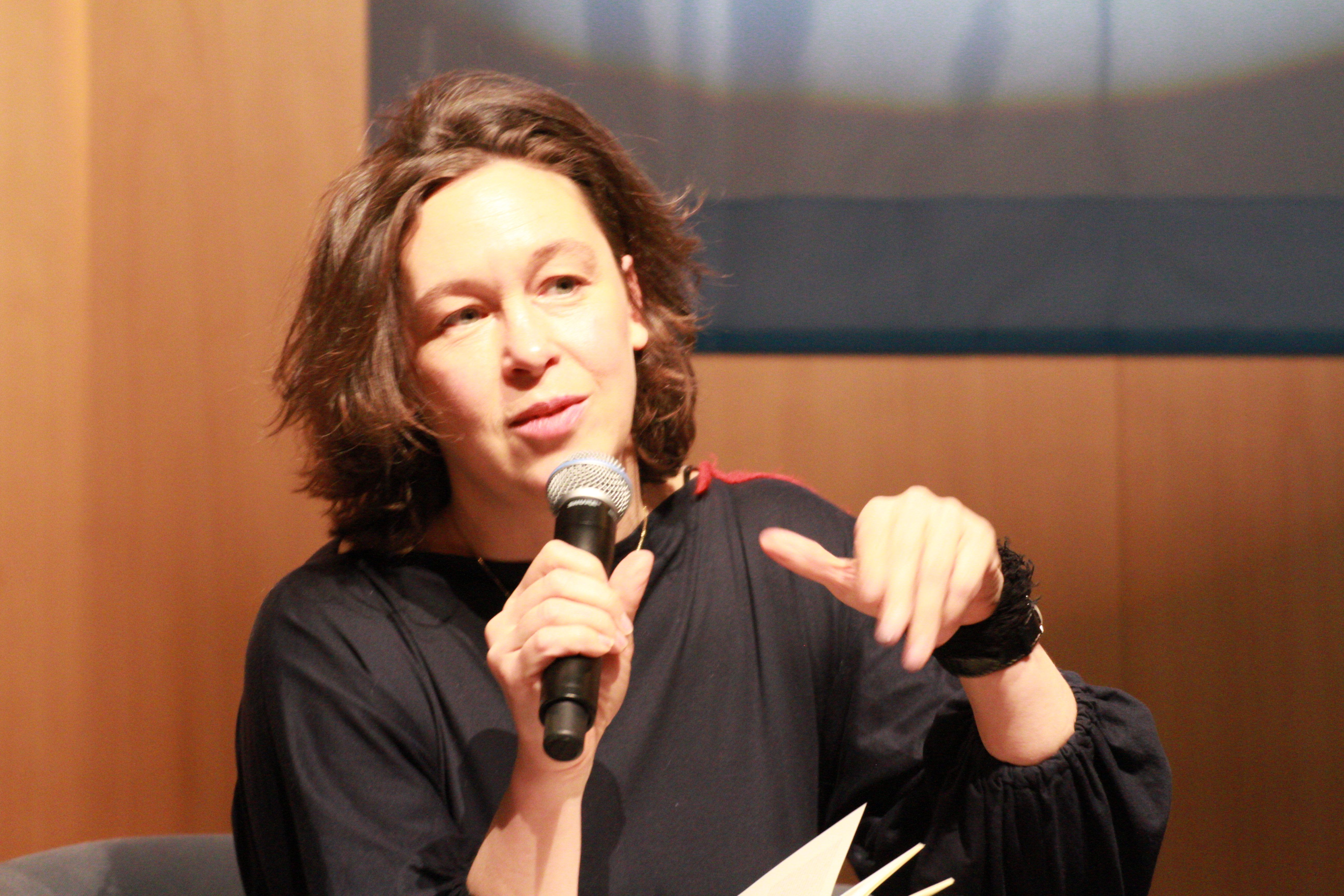
Monika Rinck beim Literarischen März 2015

Monika Rinck (* 29. April 1969 in Zweibrücken) ist eine deutsche Schriftstellerin.

## Leben und Werk
Monika Rinck wuchs in einem künstlerischen Haushalt auf. Ihre Mutter war Malerin, der Vater Zeichner. Ihr Bruder ist der Bildhauer Stefan Rinck. Nach dem Abitur studierte Monika Rinck Religionswissenschaft, Geschichte und Vergleichende Literaturwissenschaft in Bochum, Berlin und Yale. Sie verfasst Lyrik, Prosa und Essays, die sie in verschiedenen Verlagen und zahlreichen Anthologien (u. a. Der Große Conrady) und Literaturzeitschriften (u. a. BELLA triste, Edit, Poetenladen) veröffentlichte, und ist als Übersetzerin tätig. Darüber hinaus schrieb sie Liedtexte für den Italoberliner Liedermacher Bruno Franceschini und die Komponisten Franz Tröger und Bo Wiget.
2008 strahlte der ORF in der Sendereihe Literatur als Radiokunst ihre Arbeit AM APPARAT (Ihr Wahrheitsstil) aus. Von 2008 bis 2016 trat sie gemeinsam mit Ann Cotten und Sabine Scho als Rotten Kinck Schow auf. Sie lehrte u. a. am Deutschen Literaturinstitut Leipzig und der Universität für angewandte Kunst in Wien und kuratierte im Jahr 2017 die POETICA III in Köln. Sie ist Mitglied des PEN-Zentrums Deutschland, der Deutschen Akademie für Sprache und Dichtung und der Akademie der Künste Berlin. Von 1999 bis 2017 arbeitete sie beim rbb-Inforadio. Im Jahr 2015 hielt sie die Münsterschen Poetikvorlesungen, 2019 die Lichtenberg-Poetikvorlesung in Göttingen, 2020 die Frankfurter Poetikvorlesungen. Im Sommersemester 2021 war sie Gastprofessorin für deutschsprachige Poetik am Peter-Szondi-Institut der FU Berlin. Als Professorin am Institut für Sprachkunst der Universität für angewandte Kunst Wien folgte ihr im März 2023 Olga Grjasnowa nach. Monika Rinck unterrichtet seit April 2023 als Professorin für Literarisches Schreiben an der Kunsthochschule für Medien in Köln.

## Werke

### Einzeltitel
- Neues von der Phasenfront. Gegenstand: unproduktive Phasen. ein Theorie-Comic. b_books, 1998, ISBN 3-933557-00-3.
- Begriffsstudio [1996-2001]. Edition Sutstein, 2001, ISBN 3-932731-06-9.
- Verzückte Distanzen. Gedichte. Zu Klampen, Springe 2004, ISBN 3-933156-81-5.
- fumbling with matches = Herumfingern an Gleichgesinnten. SuKuLTuR, Berlin 2005 (Reihe „Schöner Lesen“, Nr. 38), ISBN 3-937737-42-1.
- Ah, das Love-Ding. Essays. Kookbooks, Idstein 2006, ISBN 3-937445-20-X.
- zum fernbleiben der umarmung. Gedichte. Kookbooks, Idstein 2007, ISBN 978-3-937445-23-6.
- pass auf, pony! ein Hörbuch, Illustration: Petrus Akkordeon. Edition Sutstein 2008, ISBN 978-3-932731-13-6.
- HELLE VERWIRRUNG / Rincks Ding- und Tierleben. Gedichte. Texte unter Zeichnungen. Kookbooks, Idstein 2009, ISBN 978-3-937445-37-3.
- ELF KLEINE DRESSUREN. Max Marek (Scherenschnitt) und Monika Rinck (Texte). edition sutstein, Berlin 2009, ISBN 978-3-932731-14-3.
- PARA-Riding. Laura (Riding) Jackson, Christian Filips und Monika Rinck (Gedichte, Essays, Übersetzungen). Roughbook 015, Berlin und Solothurn 2011.
- Helm aus Phlox. Zur Theorie des schlechtesten Werkzeugs. Mit Ann Cotten, Daniel Falb, Hendrik Jackson und Steffen Popp. Merve Verlag, Berlin 2011, ISBN 978-3-88396-292-4.
- ICH BIN DER WIND. Geschwinde Lieder für Kinder. Mit Audio-CD. Illustriert von Andreas Töpfer. Mit Wilhelm Taubert (Lieder), Katia Tchemberdji (Komposition), Monika Rinck (Texte). Kookbooks Berlin 2011, ISBN 978-3-937445-48-9.
- HONIGPROTOKOLLE. Sieben Skizzen zu Gedichten, welche sehr gut sind. Mit vier Liedern von Bo Wiget und einem Poster von Andreas Töpfer. Kookbooks, Berlin 2012, ISBN 978-3-937445-49-6.[4]
- HASENHASS. Eine Fibel in 47 Bildern. Verlag Peter Engstler, Ostheim/Rhön 2013, ISBN 978-3-941126-50-3.
- Monika Rinck (= Poesiealbum 314), Lyrikauswahl von Klaus Siblewski, Grafik von Stefan Rinck. Märkischer Verlag Wilhelmshorst 2014, ISBN 978-3-943708-14-1.
- I AM THE ZOO / Candy – Geschichten vom inneren Biest. Mit Nele Brönner (Illustrationen). Verlag Peter Engstler, Ostheim/Rhön 2014, ISBN 978-3-941126-65-7.
- RISIKO UND IDIOTIE. Streitschriften. Kookbooks, Berlin 2015, ISBN 978-3-937445-68-7.
- LIEDER FÜR DIE LETZTE RUNDE. Ein Hörbuch. Text: Monika Rinck. Komposition: Franz Tröger. Gesang: Christian Filips. Kookbooks, Berlin 2015, ISBN 978-3-937445-72-4.
- Wir. Essay. Verlagshaus Berlin 2015, ISBN 978-3-945832-06-6.
- DIE VERLORENE WELT / THE LOST WORLD. Im Rahmen des Modellprojektes Kunst/Natur. Künstlerische Interventionen im Museum für Naturkunde Berlin. Erscheint zur Ausstellung vom 25. April bis 23. Juli 2017. Englische Übersetzung: Nicholas Grindell. Berlin, 2017, ISBN 978-3-946512-03-5.[5]
- Kritik der Motorkraft. Brüterich Press, Berlin 2017, ISBN 978-3-945229-04-0.
- Champagner für die Pferde. Ein Lesebuch. S. Fischer Verlag, Frankfurt am Main 2019, ISBN 978-3-10-397420-1.
- Alle Türen. Gedichte. kookbooks, Berlin 2019, ISBN 978-3-937445-96-0.
- Wirksame Fiktionen. Lichtenberg-Poetikvorlesung. Wallstein, Göttingen 2019, ISBN 978-3-8353-3445-8.
- Heida! Heida! He! Sadismus von irgend etwas Modernem und ich und Lärm! Fernando Pessoas sensationistischer Ingenieur Álvaro de Campos. Reihe Zwiesprachen der Lyrik Kabinett. Wunderhorn, Heidelberg 2019. ISBN 978-3-88423-617-8.
- Höllenfahrt & Entenstaat. Gedichte. Kookbooks, Berlin 2024, ISBN 978-3-948336-26-4.
- Das, was da ist. Zufall als Verfahren. Riemschneider Lectures. Salon Verlag, Köln 2025, ISBN 978-3-89770-590-6.

### Übersetzungen
- István Kemény: Nützliche Ruinen, Gedichte. Aus dem Ungarischen von Orsolya Kalász, Monika Rinck, Gerhard Falkner, Steffen Popp. Gutleut Verlag 2007, ISBN 978-3-936826-64-7.
- János Térey: KaltWasserKult, Gedichte. Aus dem Ungarischen von Orsolya Kalász, Monika Rinck, Gerhard Falkner. Akademie Schloss Solitude, 2007, ISBN 978-3-937158-28-0.
- Bálint Harcos: Naive Pflanze, Erzählung. Aus dem Ungarischen von Orsolya Kalász und Monika Rinck. Akademie Schloss Solitude, 2008, ISBN 978-3-937158-40-2.
- István László G.: Sandfuge, Gedichte. Aus dem Ungarischen von Orsolya Kalász und Monika Rinck. Akademie Schloss Solitude, 2009, ISBN 978-3-937158-47-1.
- Tomaž Šalamun: Rudert! Rudert! Gedichte. Aus dem Slowenischen von Gregor Podlogar und Monika Rinck. Edition Korrespondenzen, 2012, ISBN 978-3-902113-95-5.
- András Gerevich: Teiresias' Geständnisse, Gedichte. Aus dem Ungarischen von Orsolya Kalász, Timea Tankó und Monika Rinck. Akademie Schloss Solitude, 2013, ISBN 978-3-937158-73-0.
- Kinga Tóth: Allmaschine, Gedichte. Aus dem Ungarischen von Orsolya Kalász und Monika Rinck. Ungarisch, Deutsch. Edition Solitude, 2014, ISBN 978-3-937158-80-8.
- István Kemény: ein guter traum mit tieren, Gedichte. Aus dem Ungarischen von Orsolya Kalász und Monika Rinck. Ungarisch, Deutsch. Matthes & Seitz, 2015, ISBN 978-3-95757-146-5.
- Márió Z. Nemes: Puschkins Brüste, Gedichte. Aus dem Ungarischen von Orsolya Kalász, Monika Rinck und Matthias Kniep. Ungarisch, Deutsch. Edition Solitude, 2016, ISBN 978-3-937158-95-2.
- Magnus William-Olsson: Homullus absconditus, Gedichte. [HYPNO-HOMULLUS] Unter Hypnose aus dem Schwedischen ins Deutsche übersetzt und herausgegeben von Monika Rinck. (= roughbooks; 039). Urs Engeler, Solothurn 2016, ISBN 978-3-906050-24-9.
- Eugene Ostashevsky: Der Pirat, der von Pi den Wert nicht kennt, Gedichte. Aus dem amerikanischen Englisch von Monika Rinck und Uljana Wolf. kookbooks 2017, ISBN 978-3-937445-83-0.
- István Kemény: Ich übergebe das Zeitalter, Gedichte. Aus dem Ungarischen von Orsolya Kalász und Monika Rinck. Reinecke & Voß, 2019, ISBN 978-3-942901-35-2.
- Tomaž Šalamun: Steine aus dem Himmel. Gedichte. Zweisprachige Ausgabe. Ausgewählt und aus dem Slowenischen übertragen von Matthias Göritz, Liza Linde und Monika Rinck. Suhrkamp Verlag, 2023, ISBN 978-3-518-22546-2

### Herausgaben
- Elke Erb: Das ist hier der Fall. Ausgewählte Gedichte. Herausgegeben und mit einem Nachwort von Steffen Popp und Monika Rinck. Suhrkamp Verlag, 2020, ISBN 978-3-518-22520-2
- Georg Oberhumer / Monika Rinck (Hg.): DIE KUNST, DIE RICHTIGEN INDISKRETIONEN ZU BEGEHEN. Arbeit im Archiv: Konrad Bayer. neoAVANTGARDEN, edition text+kritik, 2023, ISBN 978-3-96707-892-3

### Hörspiele
- 2008: AM APPARAT (Ihr Wahrheitsstil) (ORF)
- 2011: Weibliche Seiten, zusammen mit Liesl Ujvary (ORF)
- 2022: Risiko und Idiotie, Regie: Leopold von Verschuer, Komposition: Bo Wiget (BR)

## Auszeichnungen und Stipendien
- 2001 Literaturpreis Prenzlauer Berg
- 2003 Stipendium der Stiftung Niedersachsen
- 2004 Förderpreis zum Georg-K.-Glaser-Preis
- 2005 Stipendium Künstlerhaus Edenkoben
- 2006 Förderpreis zum Hans-Erich-Nossack-Preis
- 2006 Förderpreis zum Pfalzpreis für Literatur
- 2006 Literaturstipendium Lana
- 2008 Fördergabe für Literatur des Bezirksverbands Pfalz
- 2008 Förderpreis zum Heimrad-Bäcker-Preis
- 2008 Alfred-Gruber-Preis
- 2008 Ernst-Meister-Preis für Lyrik
- 2009 Arno-Reinfrank-Literaturpreis[6]
- 2012 Berliner Kunstpreis Literatur
- 2012 Rainer-Malkowski-Stipendium
- 2013 Peter-Huchel-Preis für den Gedichtband Honigprotokolle[7]
- 2014 Tübinger Stadtschreiberin[8]
- 2014 Casa Baldi-Stipendium der Deutschen Akademie Rom
- 2015 Kleist-Preis
- 2015 Heimrad-Bäcker-Preis[9]
- 2015 Hotlist-Preis (an den Verlag) für Risiko und Idiotie. Streitschriften
- 2015 Liliencron-Dozentur für Lyrik
- 2016 Pfalzpreis für Literatur[10]
- 2017 Ernst-Jandl-Preis
- 2018 Stipendium in der Villa Aurora[11]
- 2019 Roswitha-Preis[12]
- 2019 Preis der Stadt Münster für Internationale Poesie, zusammen mit dem Lyriker Eugene Ostashevsky und der weiteren Übersetzerin Uljana Wolf
- 2020/2021 Frankfurter Stiftungsgastdozentur für Poetik: Vorhersagen. Poesie und Prognose
- 2020 Folker Skulima Preis[13]
- 2021 Berliner Literaturpreis[14]
- 2021 Erlanger Literaturpreis für Poesie als Übersetzung, zusammen mit Orsolya Kalász, für ihre Übersetzungen ungarischer Gegenwartsliteratur[15]
- 2022 Friedrich-Hölderlin-Preis der Stadt Bad Homburg